# Phyllonorycter leucaspis
Phyllonorycter leucaspis är en fjärilsart som beskrevs av Paolo Triberti 2004. Phyllonorycter leucaspis ingår i släktet guldmalar, och familjen styltmalar.
Artens utbredningsområde är Namibia. Inga underarter finns listade i Catalogue of Life.